# Ешфорд (Вісконсин)
Ешфорд (англ. Ashford) — місто (англ. town) в США, в окрузі Фон-дю-Лак штату Вісконсин. Населення — 1722 особи (2020).

## Демографія
Згідно з переписом 2010 року, у місті мешкало 1747 осіб у 700 домогосподарствах у складі 511 родини. Було 745 помешкань
Расовий склад населення:
| - 97,7 % — білих - 0,3 % — чорних або афроамериканців - 0,3 % — азіатів - 0,2 % — корінних американців |

До двох чи більше рас належало 0,7 %. Частка іспаномовних становила 1,4 % від усіх жителів.
За віковим діапазоном населення розподілялося таким чином: 21,7 % — особи молодші 18 років, 66,2 % — особи у віці 18—64 років, 12,1 % — особи у віці 65 років та старші. Медіана віку мешканця становила 45,0 року. На 100 осіб жіночої статі у місті припадало 101,7 чоловіків;  на 100 жінок у віці від 18 років та старших — 102,1 чоловіків також старших 18 років.
Середній дохід на одне домашнє господарство  становив 77 698 доларів США (медіана — 64 286), а середній дохід на одну сім'ю — 88 122 долари (медіана — 75 703). Медіана доходів становила 52 026 доларів для чоловіків та 37 578 доларів для жінок. За межею бідності перебувало 6,3 % осіб, у тому числі 7,5 % дітей у віці до 18 років та 13,8 % осіб у віці 65 років та старших.
Цивільне працевлаштоване населення становило 928 осіб. Основні галузі зайнятості: виробництво — 26,2 %, освіта, охорона здоров'я та соціальна допомога — 18,3 %, будівництво — 12,0 %, роздрібна торгівля — 10,1 %.